# Swetlana Walentinowna Krjutschkowa
Swetlana Walentinowna Krjutschkowa (russisch Светлана Валентиновна Крючкова, englische Transkription: Svetlana Valentinovna Kryuchkova; * 21. Februar 1985 in Lipezk) ist eine russische Volleyballspielerin.

## Karriere
Krjutschkowa begann ihre Karriere in der Heimatstadt bei Indesit Lipezk. 2006 debütierte sie in der russischen Nationalmannschaft, mit der sie das Finale des Grand Prix erreichte. Im gleichen Jahr wurde die Libera in Japan Weltmeisterin. 2007 gewann sie den nationalen Pokal und wechselte zu VK Saretschje Odinzowo. Ein Jahr später wurde sie mit dem neuen Verein russischer Meister. 2009 belegte Odinzowo in beiden nationalen Wettbewerben den zweiten Platz. 2010 gewann der Verein wieder den Titel in der Liga. Bei der WM in Italien gelang Krjutschkowa mit Russland die Titelverteidigung. Anschließend wurde sie von VK Dynamo Moskau verpflichtet. Mit Moskau gewann sie 2011 den russischen Pokal. 2012 gab es einen zweiten Platz in der Meisterschaft. In London erreichte Krjutschkowa mit der Nationalmannschaft das Viertelfinale und somit den fünften Platz bei den Olympischen Spielen. Nach dem Turnier wechselte sie zu VK Dynamo Krasnodar. 2013 wurde Krjutschkowa mit der Nationalmannschaft Europameisterin in Deutschland und der Schweiz.